# ロードナンバーワン
『ロードナンバーワン』（로드 넘버원、Road No.1）は、2010年6月23日から2010年8月26日まで韓国MBCで放送されたテレビドラマ。全20話。

## 概要
- 朝鮮戦争真っ只中の韓国を舞台に、その激戦下でジャンウ・スヨン・テホの3人の中心に繰り広げられる人間模様を描く。朝鮮戦争60周年記念にあわせ製作された。
- タイトルは南北朝鮮を縦断する「国道1号線」[1]から命名され、物語も国道に沿う形で展開されていく。また本物の戦車も登場するロケによる大掛かりな戦闘シーンが繰り広げられ、総制作費は130億ウォン。
- 韓国版オリジナルは70分だが、テレビ東京版は放送時間枠が55分のためオープニングや前回のあらすじがカットされ、第2中隊員のエピソードが大幅にカットされている。
- 韓国での視聴率は第1回11.2%、第2回10.1%と低めだったが、第3回には7.3%に落ち、第12話以降は5%から4%と低迷した。

## 主な登場人物
- イ・ジャンウ：ソ・ジソブ／子役：チュ・ハナ

国境近くのヨンチョン村で生まれ育った青年。キム家の下男の息子。もともとは絵描き志望だったが愛するスヨンの学費を稼ぐ為、パルチザン討伐に参加するうちに韓国陸軍将校となる。階級は少尉。
- キム・スヨン：キム・ハヌル／ 子役：キム・ユジョン

ヨンチョン村の旧家の娘、ジャンウの幼馴染で恋人。女医。しかしジャンウがパルチザン討伐作戦で戦死したという一報が入り、失意の中エリート将校のテホのプロポーズを受け入れてしまう。その後ジャンウが生還したことを知り喜ぶ彼女だったが、テホとの結婚式の日である6月25日に朝鮮戦争が勃発し…。
- シン・テホ：ユン・ゲサン／老年期：チェ・ブラム

陸軍士官学校出身のエリート将校で、階級はジャンウと同じく少尉。ジャンウの恋敵でもあるが、戦いの中で彼とは熱い友情を育むようになる。
- ユン・サムス：チェ・ミンス

ジャンウの所属する「第2中隊」隊長。リーダーシップに優れ、周囲の尊敬を集める。テホの父とはかつて抗日ゲリラ部隊で戦友だった。
- オ・ジョンギ：ソン・チャンミン

ジャンウの隊での同僚。階級は先任下士典型的職業軍人で、彼とはことある毎に対立する。暴力的な性格で、人格者のサムスとは対称的な人物として描かれている。
- イ・ジャンウの父：イ・ドゥソプ

キム家の下男。かつてキム家に大きな世話になったため、キム家が没落した後も下働きをしている。6月25日の空襲で致命傷を負い死去する。
- キム・スヒョク：キム・ジヌ

スヨンとスヒの兄。結核を患うと性格がひがみっぽくなる。幼い頃からジャンウを憎み右手に鎌で大怪我を負わせる。南労党員のためスヨンにも迷惑をかけている。
- キム・スヒ：ナム・ボラ

スヨンとスヒョクの妹。ヨンチョン村から疎開後生活のため娼婦となっていたが、後に韓国軍医師団の看護士になる。テホを愛している。

## スタッフ
- 監督 - イ・ジャンス、キム・ジンミン
- 脚本 -ファン・ジフン
- サウンドトラック -  フィソン、ペク・ジヨン、Naomi

## 韓国国外での放送

### 日本
スカパー!系放送局Mnetにて2010年7月31日から10月3日まで毎週土曜日・日曜日の午後8:45 - 10:00に放送されたのが初放送となる。（再放送・毎週月曜日・火曜日10:30 - 11:45、土曜日10:30 - 午後1:00、土曜のみ2話連続放送）。2010年7月24日には出演者インタビューやメイキング動画の特番『ソ・ジソブ主演「ロードナンバーワン」大特番!』も放送された。
2010年11月5日から2011年1月14日まで、WOWOWにて毎週金曜日19:00 - 21:20まで2話連続放映され、2011年4月6日から6月16日までテレビ東京ランチチャンネル枠にて毎週水曜木曜に12:35 - 13:30で放送された。WOWOWにて2011年7月19日から7月29日まで再放送された。

## 主題歌
- 「The Sound Of Memory」 - ソ・ジソプ（挿入歌）
- 「この世が僕らを引き裂いても」 - フィソン（エンディング）
- 「風になってでも」 - ファニ（主題歌）

## DVD
2011年1月1日に第1話から第10話が収録された6枚組DVD-BOX I（本編5枚、特典1枚 メイキング映像・監督/出演者インタビュー）、2月2日に第11話から第20話が収録された6枚組DVD-BOX II（本編5枚、特典1枚・メイキング映像/来日映像）が発売された。